# كلب بوميراني
الكلب البوميراني (المعروف غالبًا باسم بوم) هو سلالة من الكلاب من نوع إسبتز التي سميت بمنطقة بوميرانيا في شمال غرب بولندا، وشمال شرق ألمانيا في أوروبا الوسطى. يُصنف الكلب على أنه كلب صغير من نوع سبيتز، وتحديداً سبيتز الألمانية.
أصبحت السلالة شائعة من قبل عدد من الملوك منذ القرن الثامن عشر. امتلكت الملكة فيكتوريا كلب من السلالة البوميرانية، وبالتالي أصبح النوع الشائع الأصغر على مستوى العالم. خلال حياة الملكة فيكتوريا فقط، انخفض حجم السلالة بمقدار النصف. بشكل عام، الكلب البوميراني هو كلب قوي وصحي. أكثر المشاكل الصحية شيوعًا هي ارتخاء الرضفة وانهيار القصبة الهوائية نادراً، يمكن أن تكون السلالة مصابة بالثعلبة X، وهي حالة جلدية تُعرف بالعامية باسم «مرض الجلد الأسود» وهو مرض وراثي يتسبب في تحول جلد الكلب إلى اللون الأسود وفقدان كل شعره أو معظمه. اعتبارًا من عام 2013، من حيث أرقام التسجيل، منذ عام 1998 على الأقل، احتلت السلالة مرتبة بين أفضل خمسين سلالة شائعة في الولايات المتحدة، وزادت الموضة الحالية للكلاب الصغيرة من شعبيتها في جميع أنحاء العالم.

## مظهر خارجي
هي كلاب صغيرة تزن 1.36–3.17 كيلوغرام (3.0–7.0 رطل) ويبلغ طوله 8–14 بوصة (20–36 سـم) عند الغارب. وهي كلاب قوية لها فرو وفير وذيل مرتفع. يشكل الفرو العلوي لفة من الفراء على الرقبة، ولديها أيضًا القليل من الشعر الريشي في الخلف.
في العصر الحديث، يوجد الكلب البوميراني بأكبر مجموعة متنوعة من الألوان من أي سلالة كلاب أخرى، بما في ذلك الأبيض والأسود والبني والأحمر والبرتقالي والقشدي والأزرق وتان، والرمادي، بالإضافة إلى مجموعات من تلك الألوان. الألوان الأكثر شيوعًا هي البرتقالي أو الأسود أو الكريمي / الأبيض.
الكلب البوميراني لديه فرو سميك ومزدوج. يوصي المربون بتهذيبها يوميًا للحفاظ على جودة الفرو، مع التشذيب كل شهر إلى شهرين. الطبقة الخارجية طويلة ومستقيمة وقوية الملمس بينما الطبقة السفلية ناعمة وسميكة وقصيرة. تتشابك عقدة االفرو، خاصة عند تساقط الفرو السفلي، وهو ما يحدث مرتين في السنة.

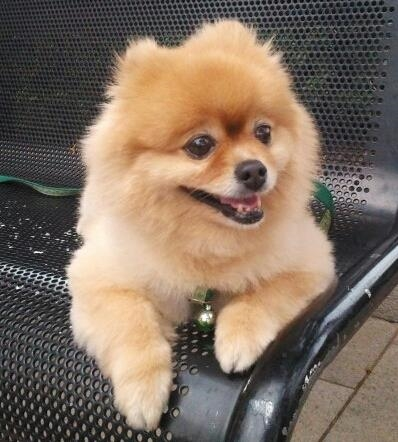
كلب بوميراني ذهبي اللون.
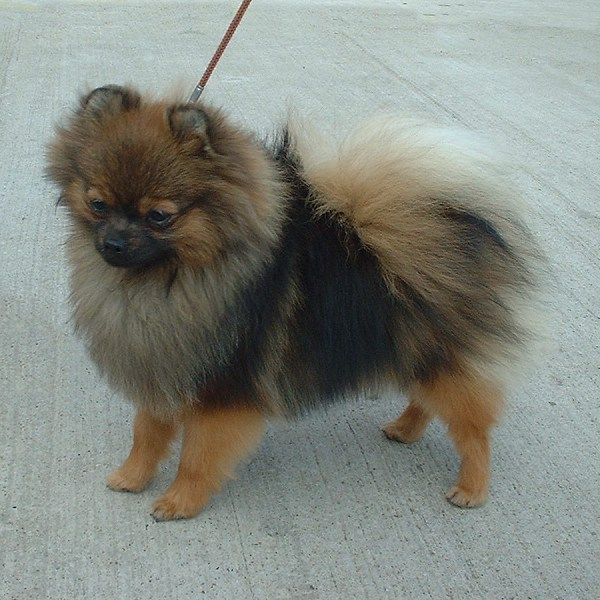
كلب بوميراني سموري برتقالي.
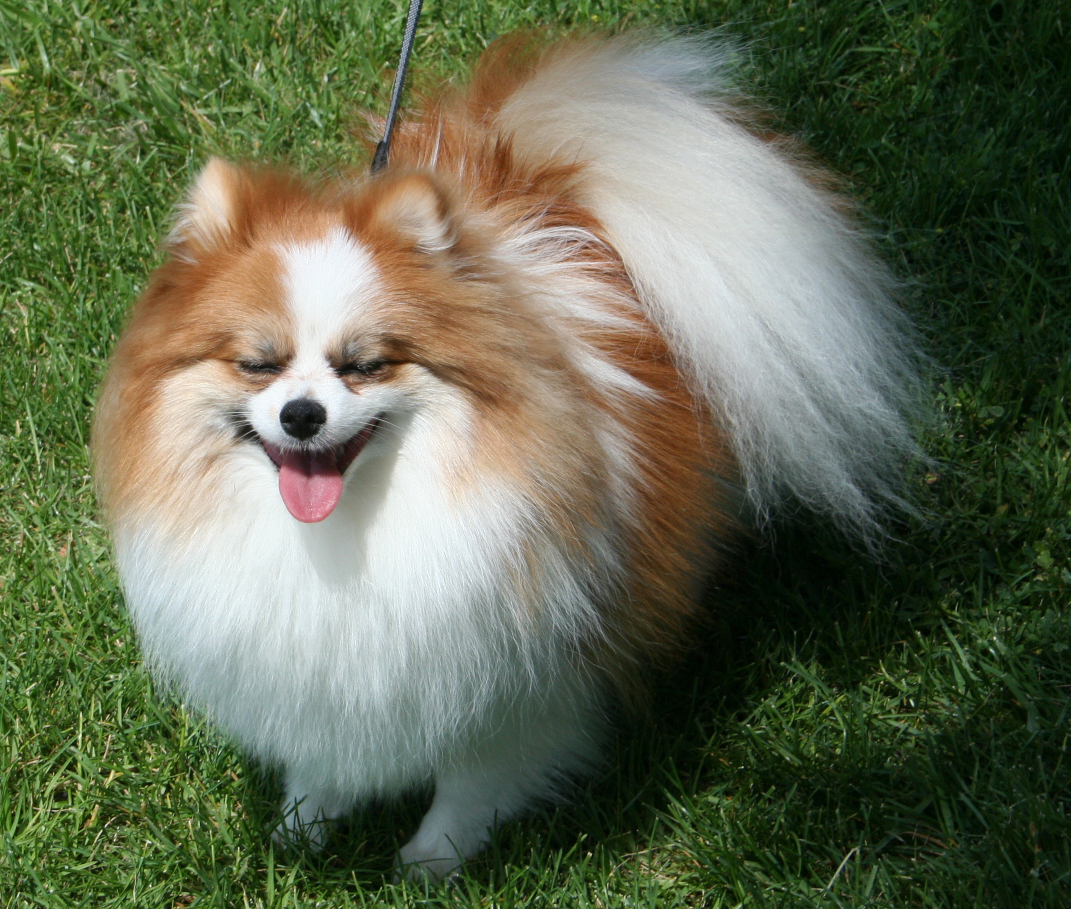
كلب بوميراني ثلاثي الألوان.
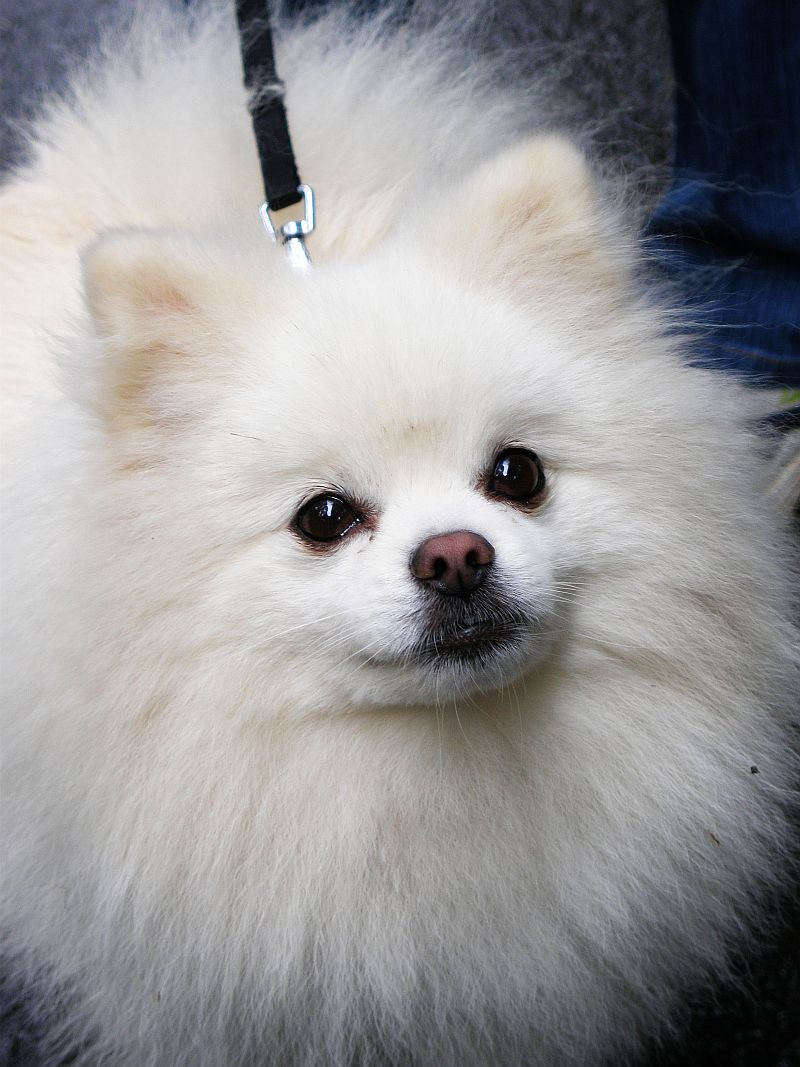
كلب بوميراني أبيض.
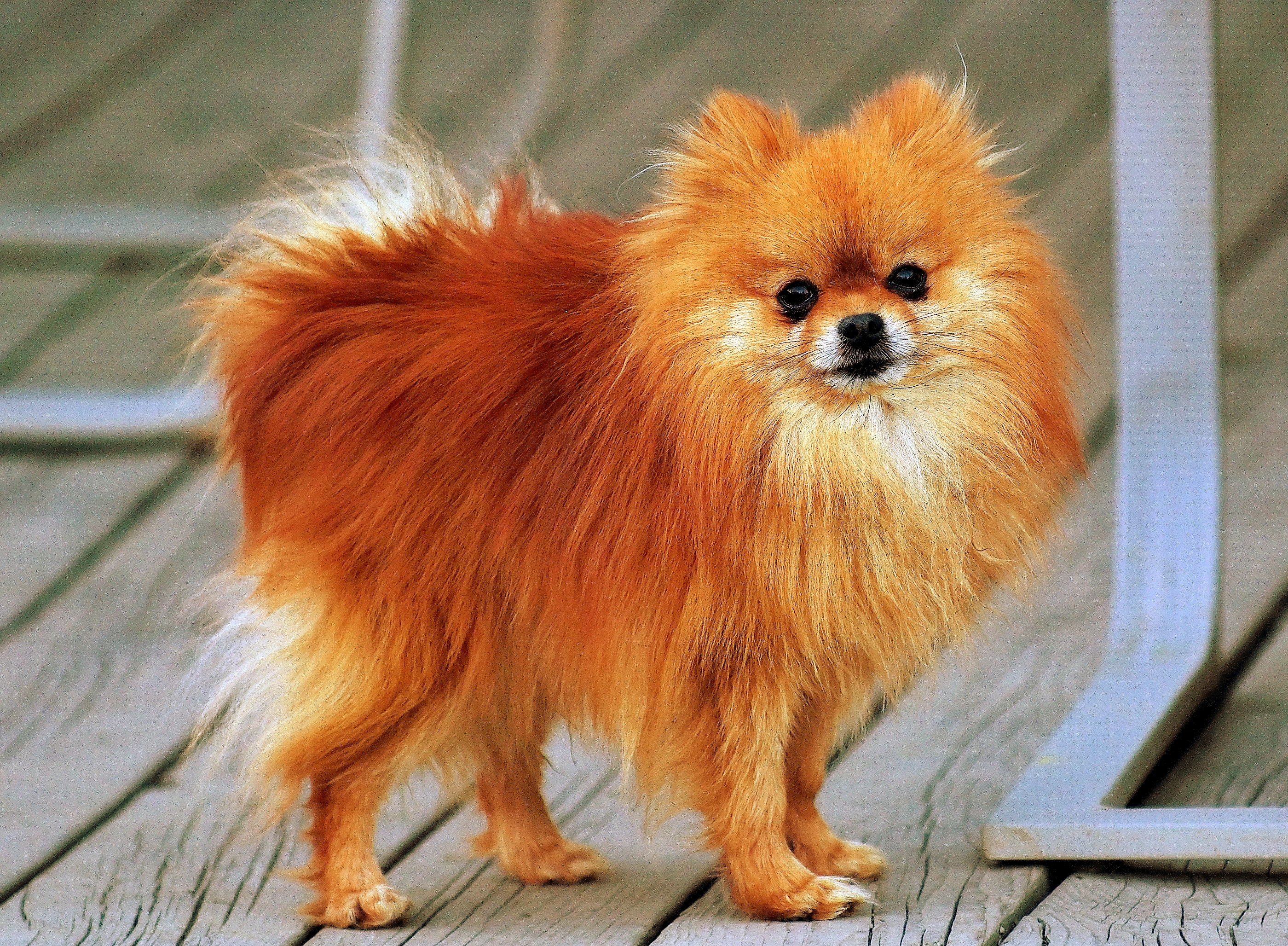
كلب بوميراني سموري أحمر.
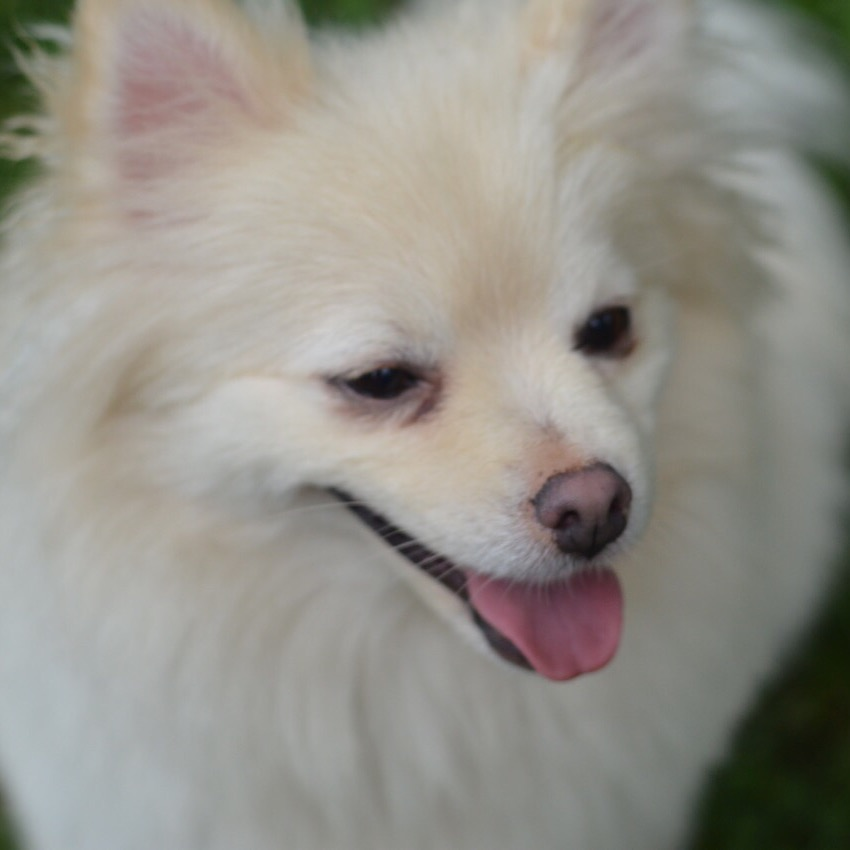
كلب بوميراني بالغ.
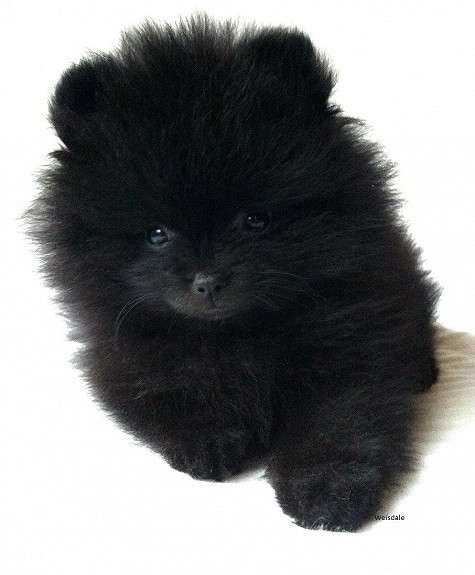
جرو كلب بوميراني.
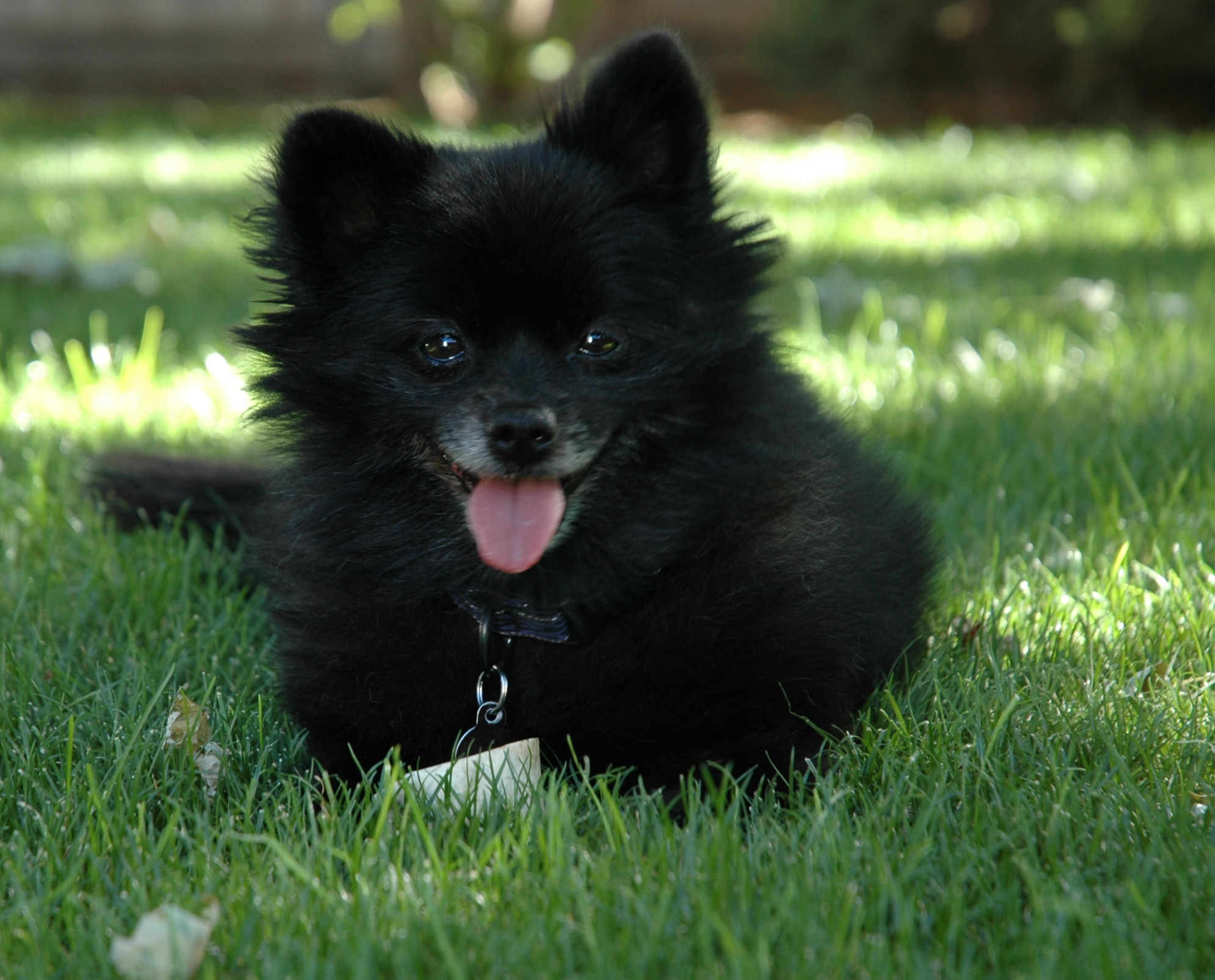
كلب بوميراني أسود.
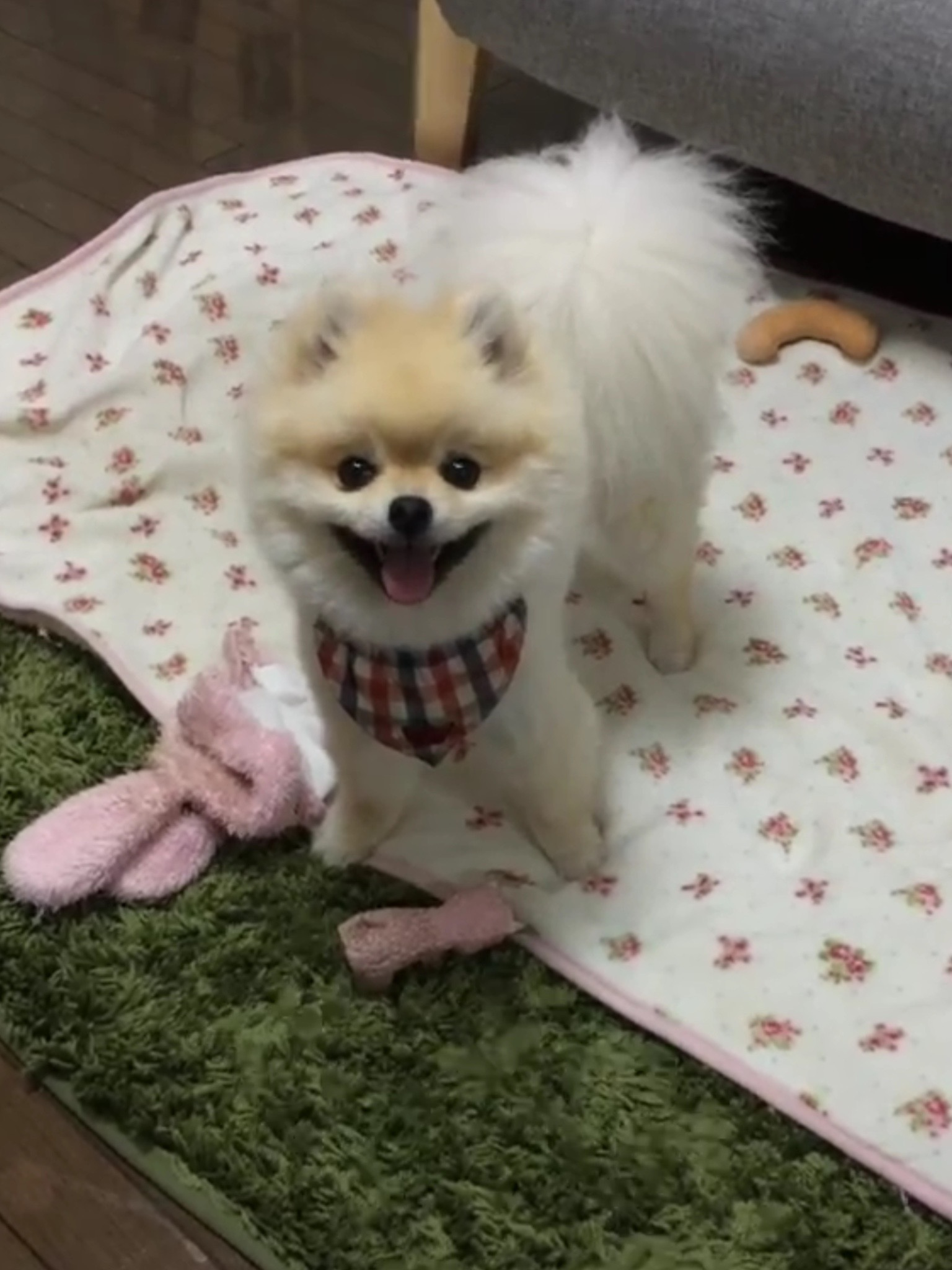
كلب بوميراني صغير.

## سلوك

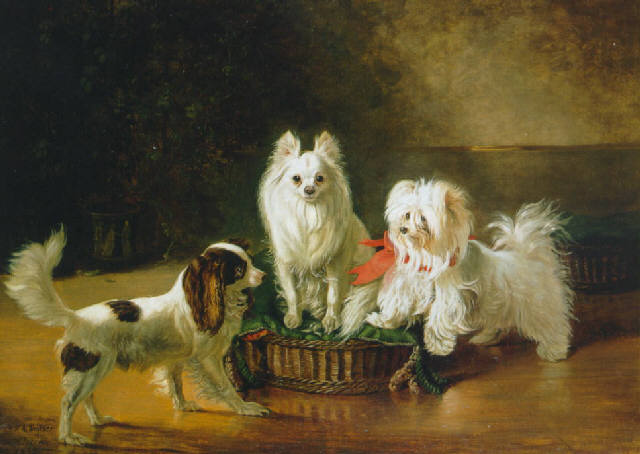
لعبة كلب بوميرانيان بجانب سلة (1855) بواسطة Johann Friedrich Wilhelm Wegener.

هو كلب ودود وحيوي ومرح، يمكن أن يكون عدواني مع الكلاب والبشر الآخرين لمحاولة إثبات نفسه. الكلب البوميراني متيقظ ومدرك للتغيرات في بيئته، ويمكن أن يتطور النباح في بعض الأحيان إلى عادة النباح المفرط في أي موقف. تدافع الكلاب إلى حد ما عن أراضيها وبالتالي قد تنبح عندما يسمع ضوضاء خارجية. وهو كلب ذكي، ويمكن أن يكون ناجحًا جداً في الحصول على ما يريد من أصحابه. يمكن استخدام الألعاب كالكرة أداة فعالة في تدريب كلب بوميراني على قضاء الوقت بمفرده.

## الصحة
متوسط العمر المتوقع لكلب بوميراني هو 12 إلى 16 سنة. يقلل اتباع نظامًا غذائيًا جيدًا مع ممارسة الرياضة المناسبة من المشاكل الصحية للكلاب، وإذا تم الحفاظ على لياقته البدنية، فإن الكلب البوميراني هو كلب قوي. لدى السلالة مشكلات صحية مماثلة للعديد من سلالات الكلاب، على الرغم من أن بعض المشكلات مثل خلل تنسج الورك غير شائعة بسبب بنية كلب بوميراني خفيفة الوزن. يمكن أن تتطور بعض المشكلات الصحية نتيجة قلة الاهتمام بتنظيف الأسنان والأذن والعينين. مع الرعاية الروتينية، يمكن تجنب هذه المشاكل. وهي عرضة لفقدان الأسنان في وقت مبكر، ويوصى بتناول الطعام الجاف.

### مشاكل شائعة
الكلاب الملونة قد يكون لديها احتمال الإصابة بالعمى، وزيادة ضغط العين، وخلل الانكسار، ومرض العين المتحجمة، وثلامات.
خلع الرضفة هو مشكلة صحية أخرى في السلالة البوميرانية. يحدث ذلك عندما تكون الحواف التي تشكل عظام الرضفي في الركبة غير بارزة وتكون ضحلة جدًا بحيث لا تسمح للرضفة بالجلوس بشكل صحيح بشكل آمن من خلال التشوه أو الصدمة يمكن أن يتسبب هذا في «خلع» الرضفة مما يؤدي إلى انغلاق الساق مع رفع القدم عن الأرض. أثناء انقباض العضلات، لا يمكن للرضفة العودة إلى الوضع الصحيح. يحدث الألم الأولي بسبب انزلاق غطاء الركبة عبر حواف عظم الفخذ. بمجرد الخروج من مكانه، لا يشعر الكلب بأي ألم ناتج عن الانزلاق الغضروفي.
يحدث انهيار القصبة الهوائية نتيجة ضعف حلقات القصبة الهوائية.يحدث ذلك عندما تنهار الحلقات التي تحمل شكل القصبة الهوائية وتغلق مجرى الهواء. تشمل أعراض الانهيار سعالًا يشبه صوت زورق الإوزة، وعدم تحمل التمارين، ونوبات إغماء وسعال يتفاقم بسبب الطقس الحار والتمارين الرياضية والإثارة. عادةً ما يزداد الميل لنوبات انهيار القصبة الهوائية من حيث التكرار والشدة مع تقدم عمر الكلب.
في كلب بوميراني، غالبًا ما تحدث حالة تسمى «مرض الجلد الأسود» وهي مزيج من الثعلبة (تساقط الشعر) وفرط التصبغ (اسمرار الجلد). تشمل الأسماء الأخرى لهذه الحالة المعطف الصوفي أو معطف الفانك أو مرض كوشينغ الزائف أو متلازمة تساقط الشعر الشديد. تؤثر هذه الحالة على الذكور أكثر من الإناث، وقد تكون موروثة. على الرغم من أن معظم الكلاب المصابة تظهر عليها علامات بعد البلوغ، إلا أنها يمكن أن تحدث في أي عمر. يمكن أن تشابه لحالات الأخرى هذه الحالة، بما في ذلك متلازمة كوشينغ، وقصور الغدة الدرقية، والتهابات الجلد المزمنة، واضطرابات الهرمونات الإنجابية.
الاضطراب الشائع الآخر لدى ذكور الكلب البوميراني هو اختفاء الخصيتين. يحدث هذا عندما لا تنزل إحدى الخصيتين أو كلتيهما إلى كيس الصفن. يتم علاجها من خلال الاستئصال الجراحي للخصية المحتبسة.

### ممارسة الرياضة
الكلب البوميراني هو سلالة صغيرة ولكنها نشطة. على الرغم من أن كلب بوميراني يستفيد من الاهتمام المتكرر، إلا أنه يحتاج إلى القليل من التمرين نسبيًا: يوصى بأخذه في عدة جولات يومية والسماح له بالركض في مكان مغلق.

## التاريخ

### الأصول

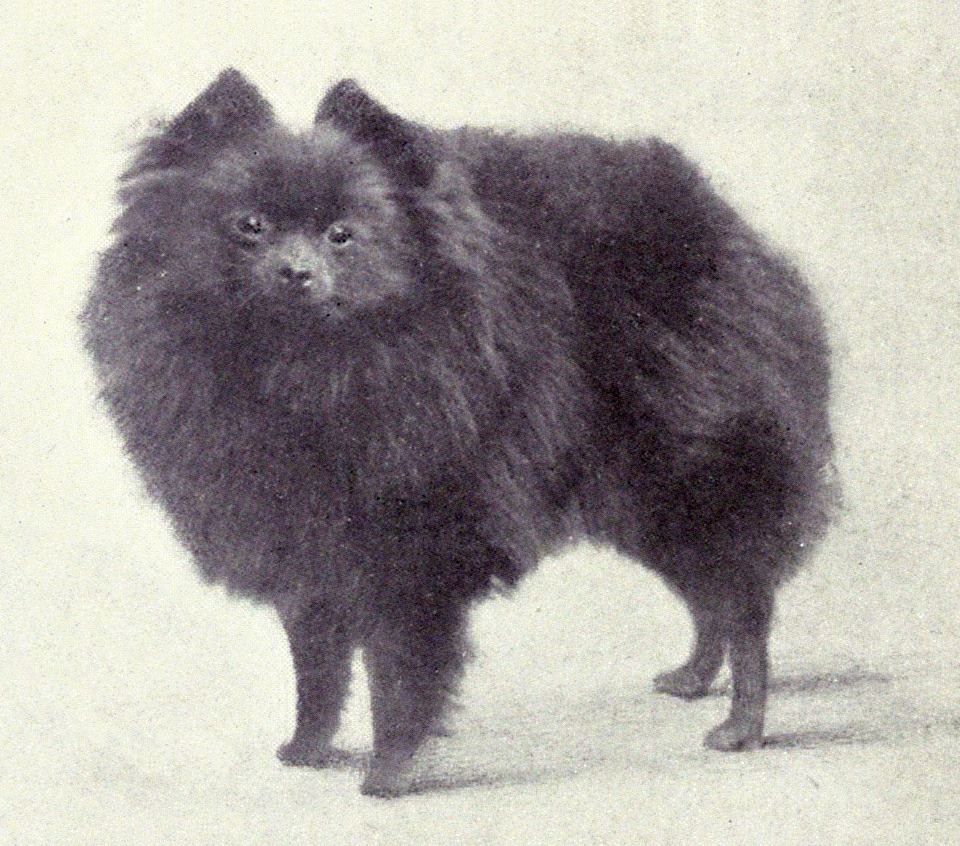
كلب بوميراني صغير من عام 1915

كان أسلاف السلالة البوميرانية اليوم من الكلاب العاملة الكبيرة من مناطق القطب الشمالي. تُعرف هذه الكلاب عمومًا باسم وولفسبتز (Wolfspitz) أو نوع Spitz، وهي كلمة ألمانية تعني «النقطة الحادة» والتي كانت المصطلح الذي استخدمه في الأصل الكونت إيبرهارد زو ساين في القرن السادس عشر كمرجع لميزات أنف الكلب وخطمه. ويُعتبر الكلب البوميراني من نسل سبيتس الألمانية.
يُعتقد أن السلالة قد اكتسبت اسمها من خلال الارتباط بالمنطقة المعروفة باسم بوميرانيا التي تقع في شمال بولندا وألمانيا على طول بحر البلطيق. على الرغم من أن هذه المنطقة ليست أصل السلالة، إلا أن الفضل في هذه المنطقة هو التكاثر الذي أدى إلى النوع البوميراني الأصلين، وكانت الوثائق الصحيحة مفقودة حتى إدخال السلالة إلى المملكة المتحدة.

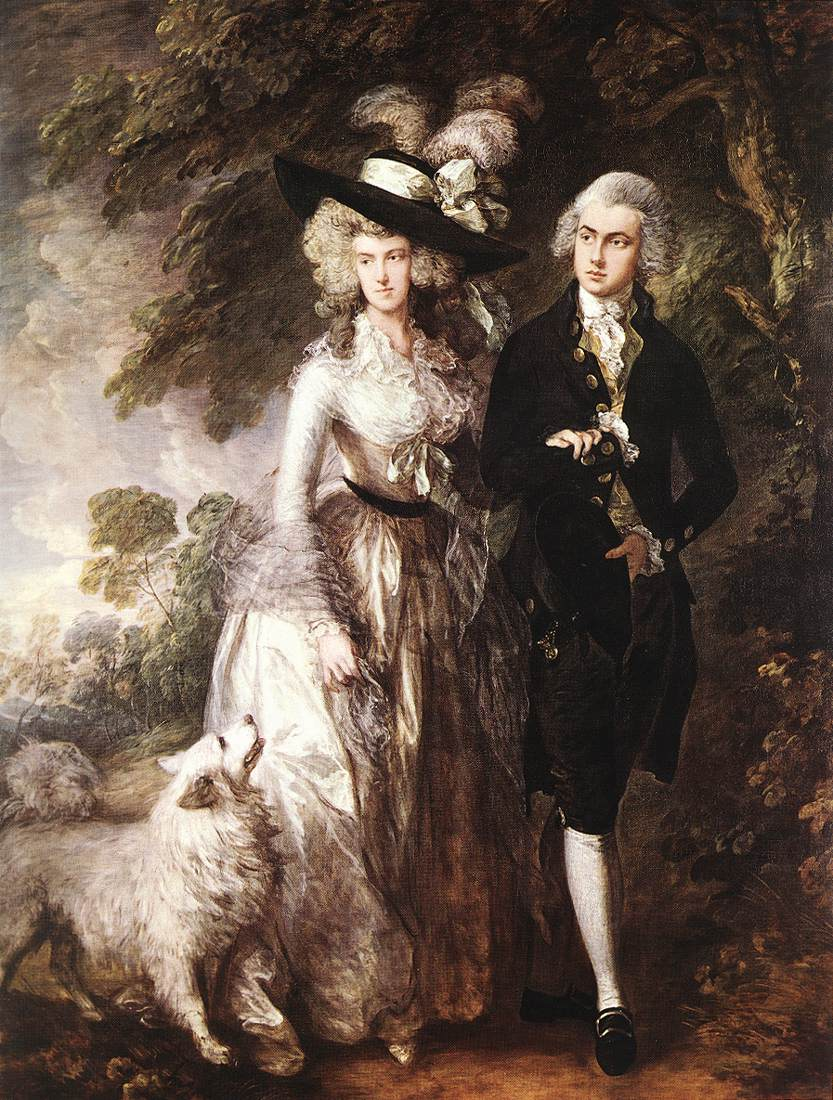
صورة السيد والسيدة ويليام هاليت بواسطة توماس جينزبورو، 1785. تتميز اللوحة بنوع أكبر من الكلب البوميراني الذي هو شائع الآن.

تعود الإشارة المبكرة المسجلة إلى هذه السلالة إلى 2 نوفمبر 1764، في مذكرات في كتاب جيمس بوزويل بوزويل في الجولة الكبرى: ألمانيا وسويسرا. «كان لدى الفرنسي كلب بوميراني يُدعى بومير وكان مغرمًا به بشدة». ذُكر نسل الكلب البوميراني وتربيته من قِبل تاجر حيوانات من لندن في جولة توماس بينانت في اسكتلندا من عام 1769.
أثر عضوان من العائلة المالكة البريطانية على تطور السلالة؛ في عام 1767، أحضرت الملكة شارلوت، زوجة الملك جورج الثالث ملك المملكة المتحدة، اثنين من السلالة البوميرانية إلى أنجلترا، وأطلقت عليهما اسم «فيبي» و«ميركوري»، وقد صورت الكلاب في لوحات السيد توماس جينزبورو. تصور هذه اللوحات كلباً أكبر من السلالة الحديثة، ويقال إن وزنه يصل إلى 30–50 رطل (14–23 كـغ)، ولكنها تظهر سمات حديثة مثلا الفرو الثقيل والأذنين والذيل الملتف فوق الظهر.
كانت الملكة فيكتوريا، حفيدة الملكة شارلوت، مهتمة بهذه الكلاب، وأسست نادي لتطوير نسل الكلاب. كان من بين كلابها المفضلة كلب بوميراني السمور الأحمر الصغير نسبيًا والذي ربما أطلقت عليه اسم «وندسور ماركو» وأفادت التقاريرأنه يزن 12 رطل (5.4 كـغ) فقط. وعندما عرضت ماركو لأول مرة في عام 1891، تسببت في أن يصبح الكلب البوميراني الصغير الحجم من الأنوع الأكثر شًيوعا، وبدأ المربون في اختيار العينات الأصغر فقط للتكاثر. خلال حياتها، تم الإبلاغ عن انخفاض حجم السلالة البوميرانية بنسبة 50 ٪. عملت الملكة فيكتوريا على تحسين وتعزيز السلالة البوميرانية من خلال استيراد كلب بوميرانية بألوان مختلفة من دول أوروبية مختلفة لإضافتها إلى برنامج التربية الخاص بها. كان من بين المالكين الملكيين خلال هذه الفترة جوزفين دي بوهارنيه، زوجة نابليون الأول ملك فرنسا، والملك جورج الرابع ملك المملكة المتحدة.
تم إنشاء أول نادي لتطوير نسل الكلاب في إنجلترا عام 1891، وتم كتابة أول سلالة قياسية بعد ذلك بوقت قصير. تم تسجيل أول عضو من السلالة في أمريكا في نادي أمريكن كاننيل (American Kennel Club) في عام 1898، وتم الاعتراف به في عام 1900.
في عام 1912، كان اثنان من الكلب البوميراني من بين ثلاثة كلاب فقط نجوا من غرق RMS Titanic. هرب كلب بوميراني يُدعى «ليدي»، تملكه الآنسة مارجريت هايز، مع صاحبه في قارب النجاة رقم سبعة، بينما أخذت إليزابيث باريت روتشيلد حيوانها الأليف معها إلى بر الأمان في قارب النجاة رقم ستة.

### شعبية
كان الكلب البوميراني من بين سلالات الكلاب الأكثر شعبية في الولايات المتحدة، حيث ظهر باستمرار في أفضل 20 سلالة من سلالات الكلاب AKC المسجلة منذ عام 1998 على الأقل، عندما تم تصنيفها في المرتبة 10 ؛ كانت السلالة رقم 17 في تصنيفات عام 2011، متراجعة مرتبتين عن العام السابق. في عامي 2012 و2013 بقيت في قائمة العشرين الأولى واحتلت المرتبة رقم 19. في عام 2015، تراجعت السلالة إلى رقم 21، وانخفضت إلى المرتبة 22 في كل من 2016 و2017.
لم يتم إدراجه في أفضل 20 سلالة في المملكة المتحدة في عام 2007 أو 2008. في أستراليا، تراجعت شعبيتها منذ عام 1986، حيث بلغت ذروتها 1128 كلب بوميراني مسجلين في مجلس بيت الكلب الوطني الأسترالي في عام 1987 ؛ تم تسجيل 577 فقط في عام 2008. ومع ذلك، فهذه زيادة عن عام 2004، عندما تم تسجيل 491 كلبًا فقط. من المعروف أن الكلب البوميراني مدرج على أنه الكلب السابع والعشرون الأكثر ذكاءً مع وجود الراعي الألماني في المرتبة الأولى.
إنها أكثر شهرة في المدن الأمريكية في عام 2008، حيث احتلت المرتبة العاشرة (مع البلدغ الأمريكي) في ديترويت وأورلاندو، التاسع في لوس أنجلوس، في المركز السابع في سياتل (مرة أخرى، مع (البلدغ))، ولكنها الثالثة في هونولولو، لم يتفوق عليها إلا لابرادور ريتريفر والراعي الألماني.

## روابط خارجية
- Pomeranian على مشروع الدليل المفتوح